# Rayco
Rayco Pulido Rodríguez (Telde, Gran Canaria, 1978) es un autor de cómic español conocido por su nombre de pila. Es hermano del también historietista Javier Pulido.

## Biografía
Licenciado en Bellas Artes por la Universidad de Barcelona (2002), participó en varios certámenes de cómic. 
En 2001 ganó un accésit del Segundo Certamen de Cómic de Canarias y fue en 2002 finalista del Certamen Internacional de Grabado "El Caliu" de Girona (Catalunya). 
En 2004 ganó el Primer Premio del Quinto Certamen de Cómic de Canarias modalidad blanco y negro. Y también ese mismo año participó en la exposición colectiva de escultura de la galería "La Xina Art" de Barcelona.
En 2005 fue seleccionado para la exposición "El cómic en España después de la transición.1980-2005" organizada por el Instituto Cervantes.
En 2006 gana el primer premio del concurso organizado por el Ayuntamiento de Las Palmas.
En el 2008 participa en dos exposiciones,"8.1.Distorsiones.Documentos.Naderías y relatos" en el CAAM (Centro Atlántico de Arte Moderno),"Los que mueren son los demás" en el Gabinete Literario. También gana un Accésit en los premios INJUVE en la modalidad de cómic. También iniciaba un ejercicio metalingüístico publicado tres años después con el título de Sin título: 2008-2011 por Edicions De Ponent.
En 2013 publicó una adaptación al cómic de la novela Marianela (1878) de Benito Pérez Galdós con el título de Nela.
En 2017 ganó el Premio Nacional del Cómic con Lamia.

## Obras
- 2005 "Final Feliz" (guion de Hernán Migoya). (Edicions De Ponent).
- "Suburbs dreams", ganador del 5º Certamen de Cómic de Canarias modalidad blanco y negro.
- 2008 "Sordo" (guion de David Muñoz). (Edicions De Ponent).
- 2008 "Catálogo del certamen de cómic injuve". (Ministerio de Trabajo y Asuntos Sociales. instituto de la Juventud).
- 2011 "Sin título: 2008-2011" (Edicions De Ponent).
- 2013 "Nela" (Astiberri).
- 2013 "Panorama: la novela gráfica española hoy" (Astiberri).
- 2014 participa con la historia en la antología "Terry" editada por Fulgencio Pimentel.
- 2016 "Lamia" (Astiberri).
- 2018 Sordo (guion de David Muñoz) (Astiberri)